# ヴァージニア・プレイン
「ヴァージニア・プレイン」（Virginia Plain）は、イングランドのロック・バンドであるロキシー・ミュージックが1972年のデビュー・シングルで発表した楽曲である。

## 解説
ロキシー・ミュージックは1972年2月14日にE.G.マネージメントと正式な契約を結んだ。そして元キング・クリムゾンのピート・シンフィールドをプロデュ―サーに迎えて、3月14日から29日までデビュー・アルバム『ロキシー・ミュージック』をレコ―ディングし、6月16日に発表した。
『ロキシー・ミュージック』が完成した直後にグラハム・シンプソン（ベース）が脱退したので、シンフィールドの推薦を受けたリック・ケントンを準メンバーに迎えて、7月10日から12日まで本曲をレコ―ディングした。
本曲は『ロキシー・ミュージック』の全収録曲と同様、作詞作曲はブライアン・フェリーによる。B面収録曲'The Numberer'はアンディ・マッケイ作のインストゥルメンタルである。
シングルは8月4日に発表され、全英シングルチャートで最高4位を記録し、1973年にはニュー・ミュージカル・エクスプレスの"Best UK Single"部門の2位に選出された。
本曲の発表後にアメリカで発表された『ロキシー・ミュージック』には本曲が収録された。イギリスやヨーロッパ諸国では、1977年に発表された初の編集アルバム『グレイテスト・ヒッツ』で初めてアルバムに収録され、1987年には『ロキシー・ミュージック』の再発CDに収録された。

## 参加メンバー
- ブライアン・フェリー – ボーカル、キーボード
- イーノ – シンセサイザー、テープ
- アンディ・マッケイ – オーボエ、サクソフォーン
- フィル・マンザネラ – ギター
- ポール・トンプソン – ドラム
- リック・ケントン[注釈 4] – ベース

- ピート・シンフィールド – プロデュース
- アンディ・ヘンドリクセン[9] – レコーディング・エンジニア